# 所的蛇足講座
『所的蛇足講座』（ところてきだそくこうざ）は、1998年10月6日から2000年3月28日まで日本テレビ系列局で放送されたFBS福岡放送製作のバラエティ番組。
所ジョージの冠番組。日本テレビ系全国ネットの深夜番組放送枠『ZZZ』火曜第2部の番組として放送された。

## 概要
地方局に番組製作を任せていた『ZZZ』枠での、福岡放送製作第1弾番組である。当時人気絶頂だったヴィジュアル系バンド・SHAZNAのIZAMをレギュラーに起用していた点が特徴として挙げられる。また、当時東京発の全国ネット番組から離れていたおすぎも起用し、彼が東京へ復帰するきっかけを作った。
放送内容は、第一期と第二期で大きく変化している。放送開始から半年間（第一期）は『所さんの目がテン!』の逆バージョンとして、番組タイトル通り「蛇足＝いらないもの」を紹介・研究する番組であった。この頃に取り上げたテーマに「モヤイ像」「右回りの法則」「左回りの法則」などがある。
番組はその後、1999年3月30日放送分をもってリニューアルし（第二期）、IZAMがレギュラーから外れた。また、それまでの「蛇足研究」のテーマから変わって、ゲストを毎週呼んで「私の取扱説明書」を紹介する番組になった。また、当時所がマイブームとしていた「四字列語（創作四字熟語）」をゲストが作り、それを所が評価して芸能人別に番付を作るミニコーナーもあった。
2000年春に終了。以降、福岡放送の製作番組は『ホットパンツ』『アッコとマチャミの（新型）テレビ』と続いたが、全番組共通でホリプロが制作を担当した。

## 放送時間
- 毎週火曜 24:20 - 24:50 （『ZZZ』火曜第2部、1998年10月 - 1999年3月）
- 毎週火曜 24:12 - 24:47 （『ZZZ』火曜第2部、1999年3月 - 2000年3月）

## 出演者

### レギュラー
- 所ジョージ[1][2]
- IZAM （当時SHAZNA）[1] - 1999年3月23日放送分まで出演。
- 上原さくら[1][2]
- 佐藤正宏[1][2]

### サブレギュラー
- おすぎ - IZAMのツアー不在時に出演。番組リニューアル後もゲストで出演した。

## テーマ曲

### 歴代オープニングテーマ
- 「Millenia」浜田麻里

### 歴代エンディングテーマ
- 「恋人」SHAZNA
- 「Pink」SHAZNA
- 「Butterfly」GRASS ARCADE
- 「BODY SYNDICATE」dps
- 「恋するためにぼくは生まれてきたんだ」カーネーション
- 「セピア」堂島孝平